# 共和国 (出版社)
株式会社共和国（きょうわこく、editorial republica）は、東京都東久留米市にある日本の出版社。スローガンとして世界を書物でロマン化します。を掲げ、人文科学系の書籍や文芸作品（復刊を含む）を多く手がけている。

## 概要
2014年4月、水声社の編集者であった下平尾直（しもひらお・なおし）が設立した。商品の流通は、出版社トランスビューの「直取引代行」をメインとしている。創刊ラインナップは、都甲幸治『狂喜の読み屋』と藤原辰史『食べること考えること』の2点（ともにシリーズ「散文の時間」）。
2021年、第18回「出版梓会新聞社学芸文化賞」を受賞。「選考の言葉」（時事通信社文化特信部編集委員・石丸淳也）では、「出版点数の多さ、多彩さに驚くばかりです。代表の下平尾直さんの本作りに懸ける思いに敬意を表します。」という賛辞が述べられている。また、週刊書評紙「図書新聞」に突き出し広告を出稿している。

## 主な刊行物

### 歴史
- 山家悠平『遊郭のストライキ：女性たちの二十世紀・序説』（新装版）2015年。ISBN 978-4-907986-16-2
- 藤原辰史『［決定版］ナチスのキッチン：「食べること」の環境史』2016年。ISBN 978-4-907986-32-2
  - 初版は、『ナチスのキッチン：「食べること」の環境史』水声社、2012年。ISBN 978-4-89176-900-0 （2013年、第1回河合隼雄学芸賞受賞[3]）
- 菅野賢治『「命のビザ」言説の虚構：リトアニアのユダヤ難民に何があったのか？』2021年。ISBN 978-4-907986-81-0
- 玉城毅『琉球・沖縄寄留民の歴史人類学』2022年。ISBN 978-4-907986-84-1

### 哲学・思想
- マウリツィオ・ラッツァラート『記号と機械：反資本主義新論』2016年。ISBN 978-4-907986-33-9
- 山本圭『アンタゴニズムス：ポピュリズム〈以後〉の民主主義』2020年。ISBN 978-4-907986-68-1
- 仲正昌樹『哲学JAM［赤版］：現代社会をときほぐす』2021年。ISBN 978-4-907986-78-0

### 社会
- 池田浩士『戦争に負けないための二〇章』2016年。ISBN 978-4-907986-37-7
- 森元斎『国道3号線：抵抗の民衆史』2020年。ISBN 978-4-907986-73-5
- 清原悠編『レイシズムを考える』2021年。ISBN 978-4-907986-38-4
- 郡山吉江『しかし語らねばならない：女・底辺・社会運動』2022年。ISBN 978-4-907986-90-2

### 「境界の文学」
- 和田忠彦『タブッキをめぐる九つの断章』2016年。ISBN 978-4-907986-22-3
- くぼたのぞみ『鏡のなかのボードレール』2016年。ISBN 978-4-907986-20-9
- ジョゼフ・チャプスキ『収容所のプルースト』2018年。ISBN 978-4-907986-42-1
- アーノルド・ゼイブル『カフェ・シェヘラザード』2020年。ISBN 978-4-907986-72-8

### 「世界浪漫派」
- カルラ・スアレス『ハバナ零年』2019年。ISBN 978-4-907986-53-7
- ロマン・ガリ『凧』2020年。ISBN 978-4-907986-61-2
- クラウディオ・マグリス『ミクロコスミ』2022年。ISBN 978-4-907986-55-1

### 「散文の時間」
- 渋谷哲也『ドイツ映画零年』2015年。ISBN 978-4-907986-10-0
- 東直子『レモン石鹼泡立てる』2022年。ISBN 978-4-907986-60-5

### 文芸作品
- 黒田喜夫『燃えるキリン：黒田喜夫詩文撰』2016年。ISBN 978-4-907986-25-4
- 高見順『いやな感じ』2019年。ISBN 978-4-907986-57-5
- ヨゼフ・チャペック『独裁者のブーツ：イラストは抵抗する』2019年。ISBN 978-4-907986-63-6
- 小林坩堝『詩集　小松川叙景』2021年。ISBN 978-4-907986-82-7

### 美術・映画
- ジェイムズ・A・ミッチェル『革命のジョン・レノン：サムタイム・イン・ニューヨーク・シティ』2015年。ISBN 978-4-907986-17-9
- 河村彩『ロシア構成主義：生活と造形の組織学』2019年。ISBN 978-4-907986-43-8
- 須藤健太郎『評伝ジャン・ユスターシュ：映画は人生のように』2019年。ISBN 978-4-907986-54-4
- 片岡一郎『活動写真弁史：映画に魂を吹き込む人びと』2020年。ISBN 978-4-907986-64-3

### バンド・デシネ
- タルディ、ヴェルネ『汚れた戦争』2016年。ISBN 978-4-907986-13-1
- タルディ『塹壕の戦争』2016年。ISBN 978-4-907986-12-4